# Rainbow (album, Mariah Carey)
Rainbow je šesté studiové album americké zpěvačky Mariah Carey, které vyšlo v listopadu 1999 pod nahrávací společností Columbia Records.
Na albu spolupracovala Mariah se spoustou producentů a prestižní hudební časopis Rolling Stone to popsal jako kroniku všech přístupných hip hopových mágů na sklonku roku 1999.
Album se v prvním týdnu prodeje umístilo v USA na druhém místě s celkovým týdenním prodejem 323 000 kusů, což je největší týdenní prodej v kariéře Mariah.

## Seznam písní
1. Heartbreaker – 4:46
2. Can't Take That Away (Mariah's Theme)  (feat. Jay-Z) – 4:33
3. Bliss – 5:44
4. How Much  (feat. Usher) – 3:31
5. After Tonight – 4:16
6. X-Girlfriend – 3:58
7. Heartbreaker  (Remix)/ (feat. Da Brat & Missy Elliott) – 4:32
8. Vulnerability (Interlude) – 1:12
9. Against All Odds (Take a Look at Me Now) – 3:25
10. Crybaby  (feat. Snoop Dogg) – 5:20
11. Did I Do That?  (feat. Mystikal & Master P) – 4:16
12. Petals – 4:23
13. Rainbow (Interlude) – 1:32
14. Thank God I Found You  (feat. Joe & 98 Degrees) – 4:17

## Umístění
| Hitparáda      | Umístění |
| -------------- | -------- |
| Austrálie      | 4        |
| Rakousko       | 4        |
| Kanada         | 6        |
| Brazílie       | 1        |
| Evropa         | 1        |
| Francie        | 1        |
| Německo        | 3        |
| Maďarsko       | 34       |
| Itálie         | 10       |
| Japonsko       | 2        |
| Nizozemsko     | 4        |
| Nový Zéland    | 11       |
| Norsko         | 11       |
| Španělsko      | 7        |
| Švédsko        | 15       |
| Švýcarsko      | 2        |
| Velká Británie | 8        |
| USA            | 2        |